# Takaeang
Takaeang est une île de l'atoll d'Aranuka dans les Kiribati.

## Géographie
Takaeang est située dans l'océan Pacifique, dans les îles Gilbert, dans les Kiribati. Elle est entourée par l'île de Buariki à l'est, l'atoll de Kuria à l'ouest, l'atoll d'Abemama au nord-est et l'atoll de Nonouti au sud-est.
Basse, corallienne et couverte d'une végétation clairsemée, Buariki est allongée selon un axe est-ouest. C'est la plus petite des deux îles qui composent l'atoll d'Aranuka, l'autre île étant Buariki. La disposition de ces deux îles fait que Buariki forme la base d'un triangle tandis que Takaeang en constitue la troisième pointe. Le littoral de Takaeang, composé de plages de sable, est baigné par les eaux du lagon sur son côté Est.
Les 320 habitants de l'île se regroupent dans le village de Takaeang sur la côte Sud.